# Desmodium intortum
Desmodium intortum är en ärtväxtart som först beskrevs av Philip Miller, och fick sitt nu gällande namn av Ignatz Urban. Desmodium intortum ingår i släktet Desmodium och familjen ärtväxter. IUCN kategoriserar arten globalt som livskraftig. Inga underarter finns listade i Catalogue of Life.

## Bildgalleri

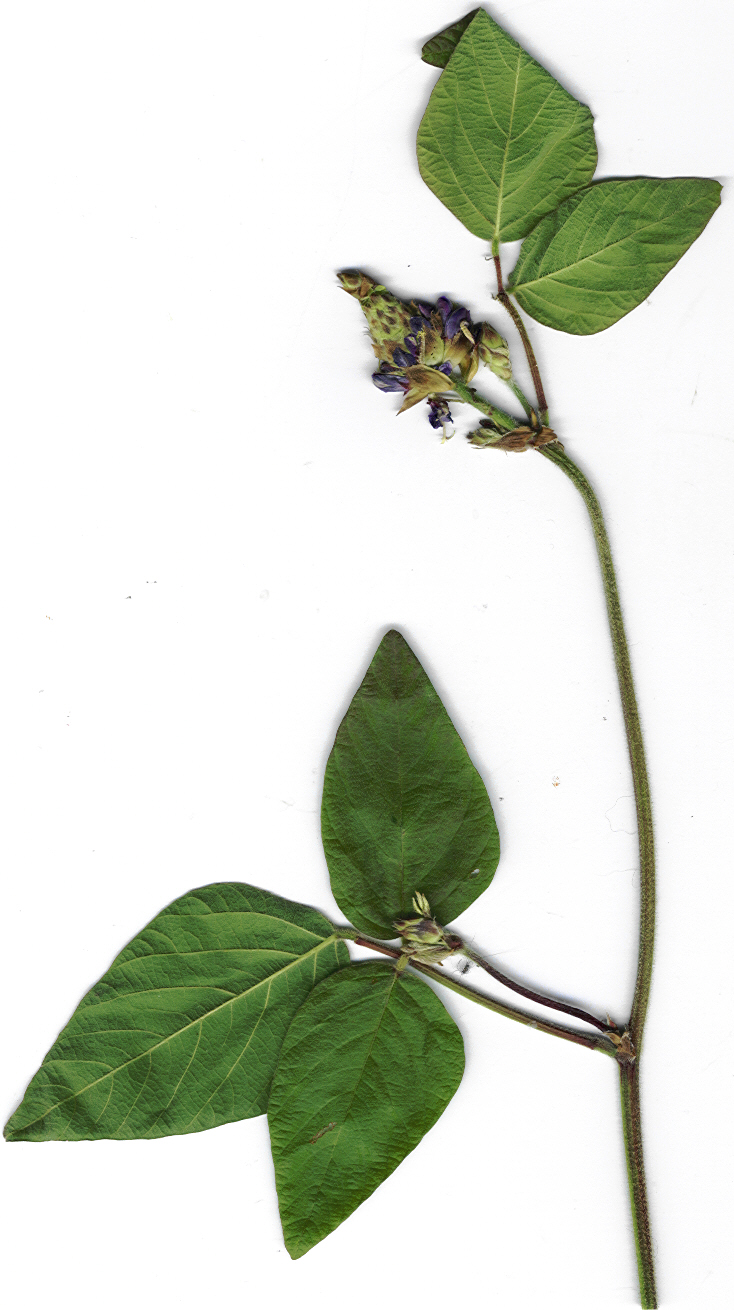
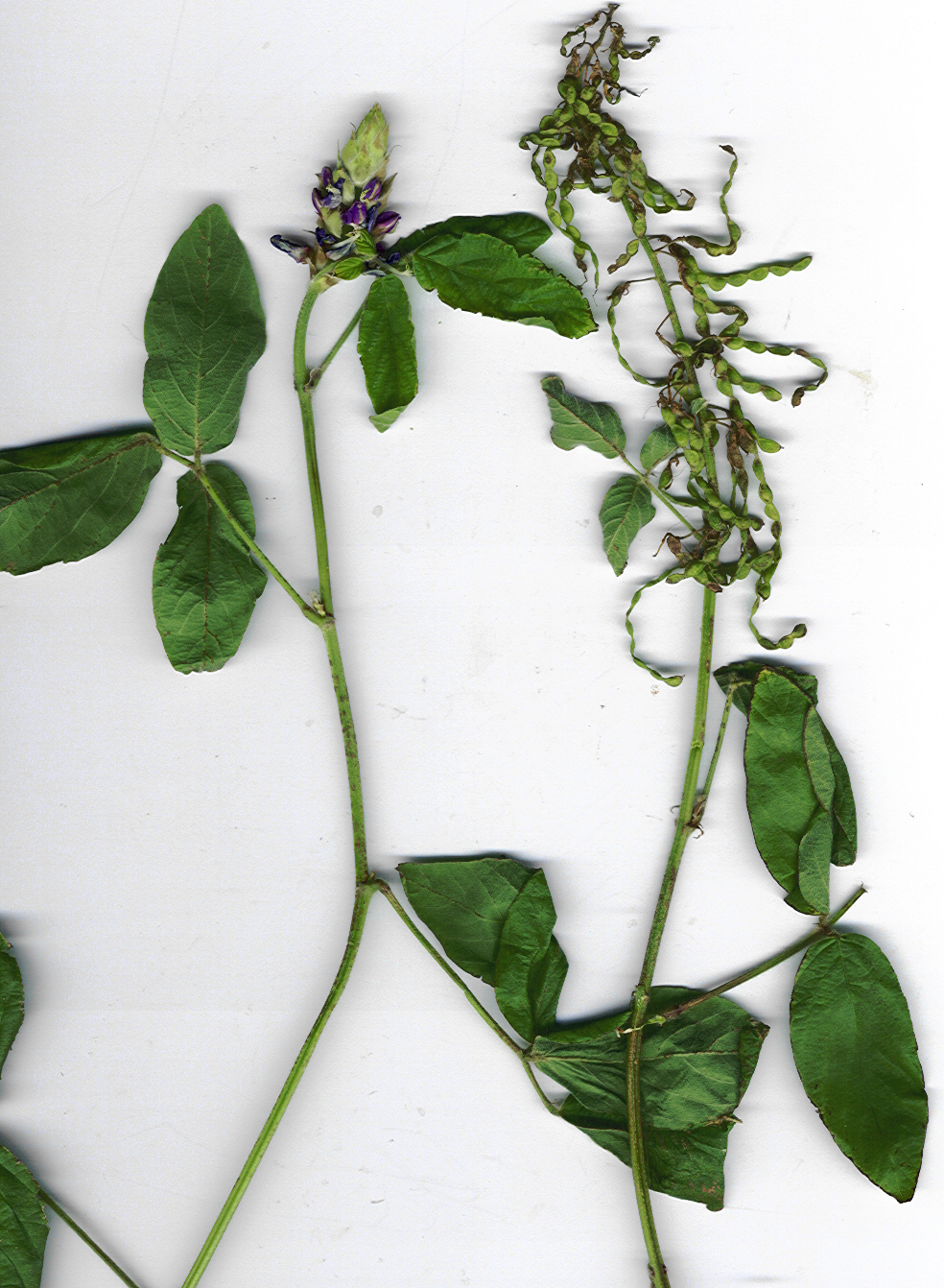
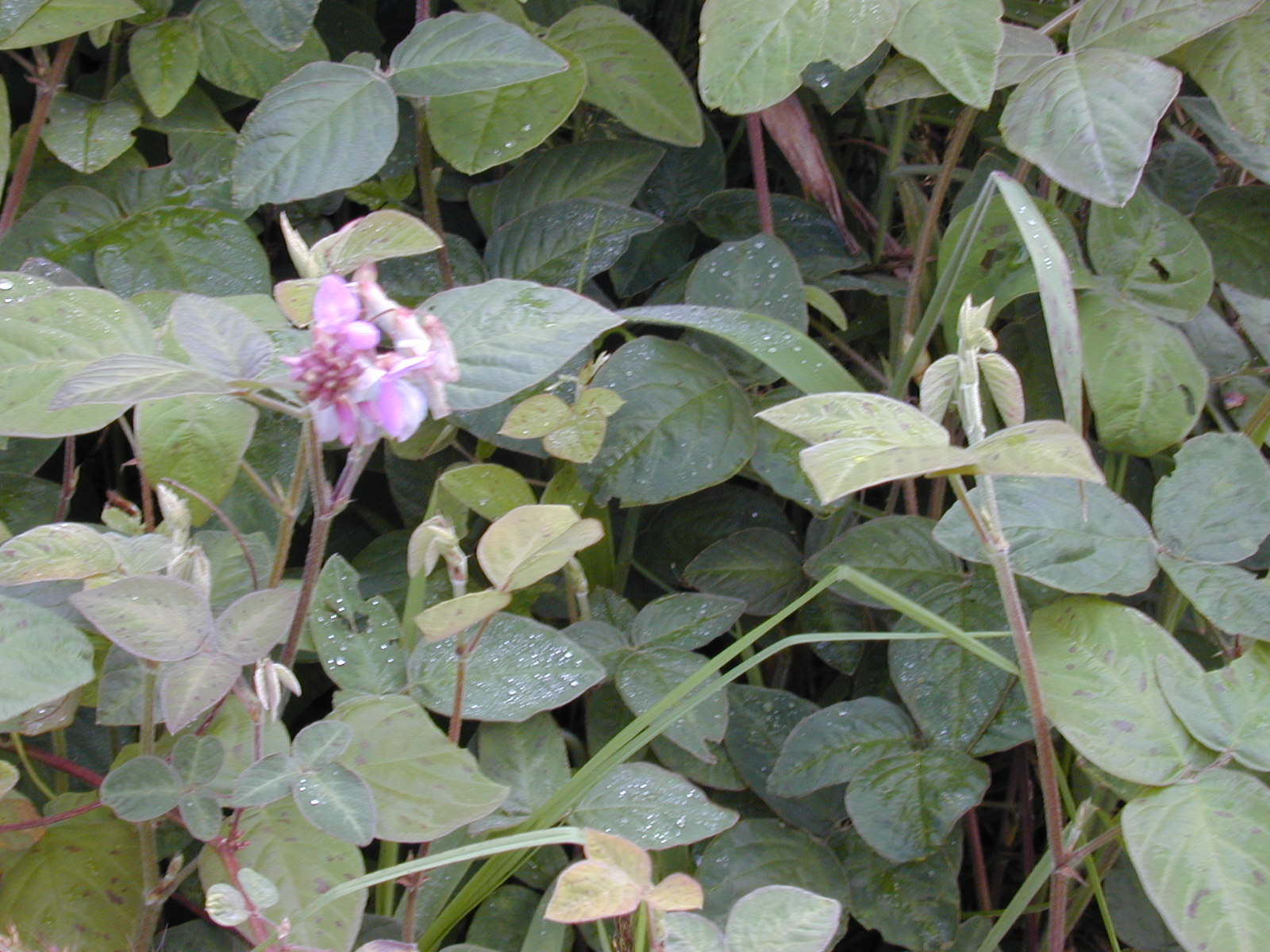
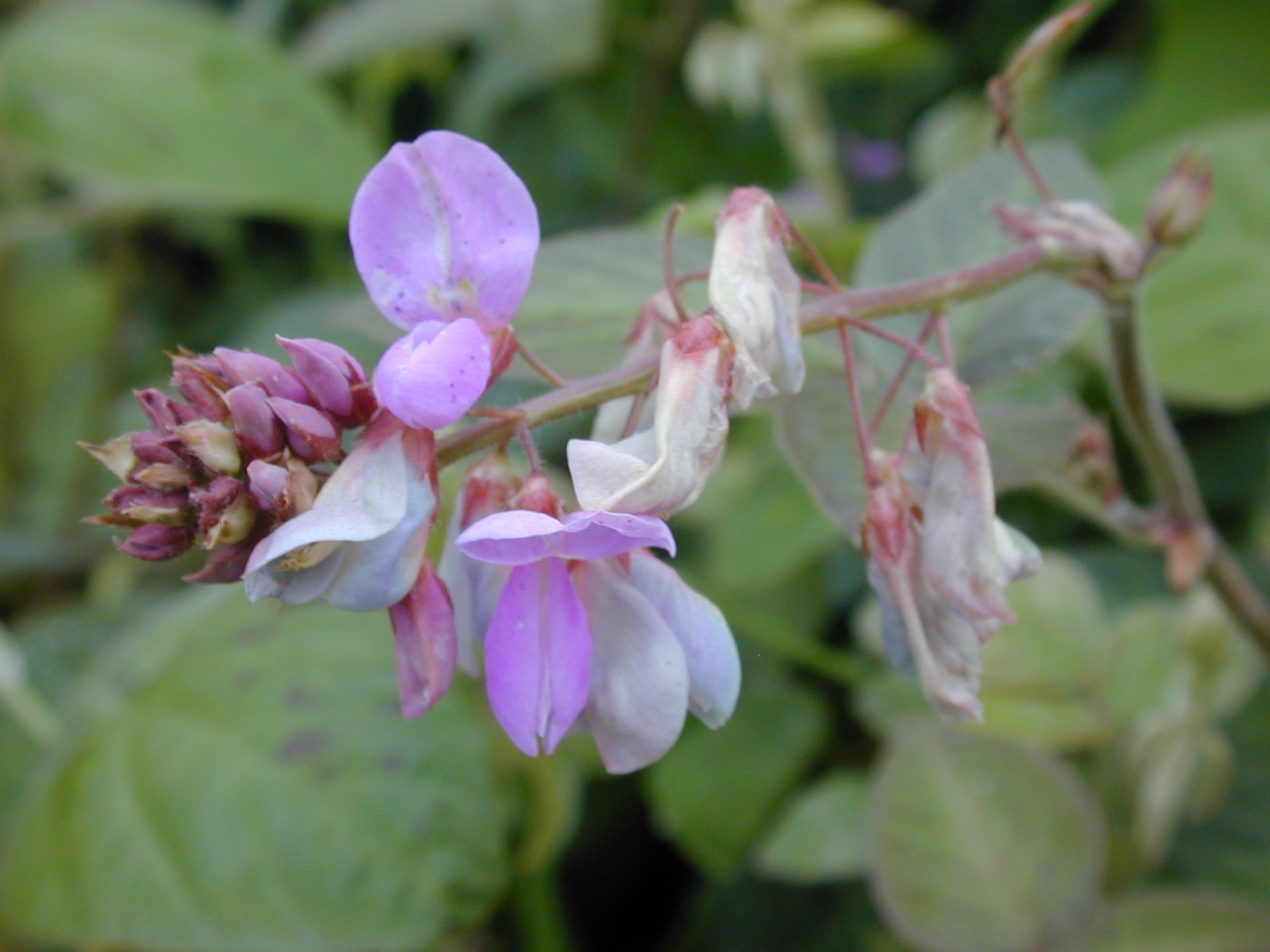